# Niagara County
Niagara County ist ein County im Bundesstaat New York der Vereinigten Staaten. Bei der Volkszählung im Jahr 2020 hatte Niagara County 212.666 Einwohner und eine Bevölkerungsdichte von 157,2 Einwohnern pro Quadratkilometer. Der Verwaltungssitz (County Seat) ist Lockport.

## Geographie
Das County hat eine Fläche von 2.951,7 Quadratkilometern, wovon 1.598,8 Quadratkilometer Wasserfläche sind.

### Umliegende Gebiete
| Ontariosee       | Ontariosee  | Ontariosee     |
| Ontario (Kanada) |             | Orleans County |
| Ontario (Kanada) | Erie County | Genesee County |

## Geschichte
Das County wurde am 11. März 1808 als Ausgliederung aus dem Genesee County gegründet. Es beinhaltete bei der Gründung zunächst auch die Fläche des heutigen Erie County, das aber am 2. April 1821 abgetrennt wurde.

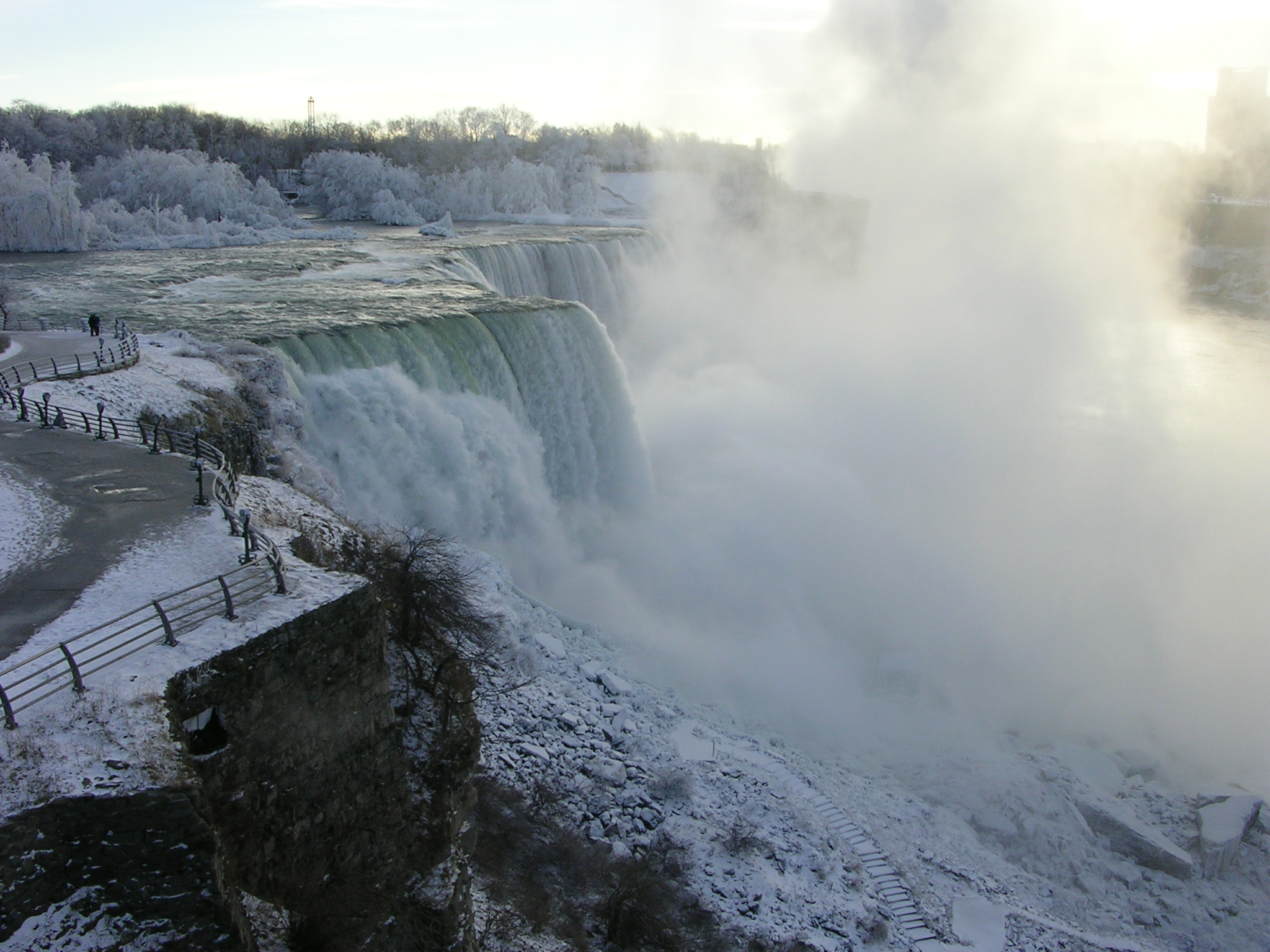
Niagarafälle in der Niagara Reservation (2005)

Drei Orte haben den Status einer National Historic Landmark, das Adams Power Plant Transformer House, das Fort Niagara und die Niagara Reservation. 76 Bauwerke und Stätten des Countys sind insgesamt im National Register of Historic Places eingetragen (Stand 19. Februar 2018).

### Einwohnerentwicklung
| Jahr      | 1800    | 1810    | 1820    | 1830    | 1840    | 1850    | 1860    | 1870    | 1880    | 1890    |
| --------- | ------- | ------- | ------- | ------- | ------- | ------- | ------- | ------- | ------- | ------- |
| Einwohner | -       | 8.971   | 22.990  | 18.482  | 31.132  | 42.276  | 50.399  | 50.437  | 54.173  | 62.491  |
| Jahr      | 1900    | 1910    | 1920    | 1930    | 1940    | 1950    | 1960    | 1970    | 1980    | 1990    |
| Einwohner | 74.961  | 92.036  | 118.705 | 149.329 | 160.110 | 189.992 | 242.269 | 235.720 | 227.354 | 220.756 |
| Jahr      | 2000    | 2010    | 2020    | 2030    | 2040    | 2050    | 2060    | 2070    | 2080    | 2090    |
| Einwohner | 219.846 | 216.469 | 212.666 |         |         |         |         |         |         |         |

## Städte und Ortschaften
Zusätzlich zu den unten angeführten selbständigen Gemeinden gibt es im Niagara County mehrere villages.
| Ortschaft                    | Status      | Einwohner (2010) | Gesamte Fläche [km²] | Landfläche [km²] | Bevölkerungsdichte [Einwohner / km²] | Gründung      | Besonderheit                                                         |
| ---------------------------- | ----------- | ---------------- | -------------------- | ---------------- | ------------------------------------ | ------------- | -------------------------------------------------------------------- |
| Cambria                      | town        | 5.839            | 102,8                | 102,8            | 56,8                                 | 11. März 1808 |                                                                      |
| Hartland                     | town        | 4.117            | 135,7                | 135,7            | 30,3                                 | 1. Juni 1812  |                                                                      |
| Lewiston                     | town        | 16.262           | 106,5                | 96,1             |                                      | 27. Feb. 1818 |                                                                      |
| Lockport                     | city        | 21.165           | 21,9                 | 21,9             | 966,4                                | 11. Apr. 1865 | County Seat                                                          |
| Lockport                     | town        | 20.529           | 116,3                | 116,1            | 176,8                                | 2. Feb. 1824  |                                                                      |
| Newfane                      | town        | 9.666            | 138,5                | 134,2            | 72,0                                 | 20. März 1824 |                                                                      |
| Niagara                      | town        | 8.378            | 24,6                 | 24,6             | 340,6                                | 1. Juni 1812  | Gegründet unter dem Namen „Schlosser“; umbenannt am 14. Februar 1816 |
| Niagara Falls                | city        | 50.193           | 43,6                 | 36,5             | 1.375,2                              | 7. Juli 1848  |                                                                      |
| North Tonawanda              | city        | 31.568           | 28,2                 | 26,2             | 1.204,9                              |               |                                                                      |
| Pendleton                    | town        | 6.397            | 70,9                 | 70.2             | 91,1                                 | 16. Apr. 1827 |                                                                      |
| Porter                       | town        | 6.771            | 97,7                 | 85,6             | 79,1                                 |               |                                                                      |
| Royalton                     | town        | 7.660            | 182,0                | 181,2            | 42,3                                 | 1817          |                                                                      |
| Somerset                     | town        | 2.662            | 96,3                 | 96,1             | 27,7                                 | 8. Feb. 1823  |                                                                      |
| Tonawanda Reservation        | town        | 0                | 2,1                  | 2,1              | 0,0                                  |               |                                                                      |
| Tuscarora Nation Reservation | reservation | 1.152            | 23,5                 | 23,5             | 49,0                                 |               |                                                                      |
| Wheatfield                   | town        | 18.117           | 74,1                 | 72,3             | 250,6                                | 12. Mai 1836  |                                                                      |
| Wilson                       | town        | 5.993            | 133,3                | 128,0            | 46,8                                 | 10. Apr. 1818 |                                                                      |